# U scurt kazah
Litera chirilică U drept cu cratimă (Ұ, ұ) este un Ү cu o linie orizontală ce il taie. Este folosit în limba kazahă pentru a reprezenta /u/ sau /ʊ/. 

## Transliterație
În limba kazahă, se transliterează ca u.